# Suzaku
Suzaku (7. září 923 – 6. září 952) byl v pořadí 61. japonským císařem. Vládl v letech 930 až 946.
Suzaku byl synem císaře Daiga a císařovny Onši. Během jeho vlády jistý Taira Masakado vyvolal rebelii v okresu Kantó, když se nazval novým císařem. Tato rebelie byla ale brzy potlačena.
V roce 944 se Suzakovo místo na trůně otřáslo v základech, protože korunním princem byl jmenován další Daigův syn, tentokrát budoucí císař Murakami. O dva roky později právě Murakami vystřídal Suzaka na trůně.
| Japonští císaři   | Japonští císaři | Japonští císaři    |
| ----------------- | --------------- | ------------------ |
| Předchůdce: Daigo | 930–946 Suzaku  | Nástupce: Murakami |